# Aristòmenes de Tasos
Aristòmenes de Tasos (grec antic: Ἀριστομένης) fou un pintor grec de l'illa de Tasos que és esmentat per Vitruvi. Les seves obres van tenir una rellevància secundària.